# Згорнє Водале
Згорнє Водале (словен. Zgornje Vodale) — поселення в общині Севниця, Споднєпосавський регіон, Словенія. Висота над рівнем моря: 494,7 м.